# Monnikenhuize
El Monnikenhuize fue un estadio multiusos ubicado en la ciudad de Arnhem en Países Bajos utilizado principalmente para partidos de fútbol y fue la sede del SBV Vitesse.

## Historia
El estadio fue construido en 1915 con capacidad para 7500 espectadores y fue utilizado en los Juegos Olímpicos de Ámsterdam 1928 en el partido de la ronda de consolación entre Chile y México el 5 de junio de 1928.
El estadio fue demolido en 1950 luego de que se construyera el Nieuw Monnikenhuize.